# سي. إي. ميرفي
سي. إي. ميرفي (بالإنجليزية: C. E. Murphy)‏ (1 يونيو 1973، كيناي في الولايات المتحدة)؛ روائية أمريكية.